# 石之予
石之予（英語：Domee Shi，1989年9月8日—）是一名華裔加拿大動畫師，自2011年起擔任皮克斯的分鏡畫師、導演。她為許多電影做出貢獻，包括《腦筋急轉彎》（2015年）、《超人特攻隊2》（2018年）和《玩具總動員4》（2019年）。在她的分鏡生涯外，石之予還導演了2018年的短片《包宝宝》，成為第一位為皮克斯導演的女性。她在2022年為該工作室執導她的首部長片電影《熊抱青春記》。《包子》在第91屆奧斯卡金像獎上獲得最佳動畫短片獎，並獲得第43屆安妮獎、國際在線電影獎與翠貝卡電影節的提名。

## 早期生活
石之予在1989年生於中國重慶市，2歲時隨著父母移民至加拿大。搬到多倫多前，她在紐芬蘭島住了6個月，在那裡她從小就向父親學習繪畫。石之予的父親曾是中國的大學美術教授與山水畫畫家，而關於母親，石之予曾說「不是一個非常外向、情緒化的人」，但她在執導《包子》時從母親那裡得到許多靈感和指導。她回憶道：「我的中國媽媽總是確保我不會跑太遠，並關注我的安全。」她還表示自己最喜歡的水餃是「媽媽包的豬肉與韭菜水餃」。在童年時期，她觀看了許多吉卜力工作室與迪士尼的電影，並從中接觸到亞洲電影與動畫。
讀高中時，石之予刷了大量的動漫與漫畫，並成為學校動漫社的副社長。她加入線上藝術社團，將自己的粉絲作品上傳至DeviantArt。這成為她第一次接觸到志同道合者的環境，幫助她與其他繪師建立起關係。因此石之予受到啟發，進入雪爾頓學院接受大學教育。
石之予在雪爾頓主修動畫，畢業於2011年。在大學求學的第二年，她報名參加南希·貝曼的課程，並把對分鏡的追求歸功於這門課。在雪爾頓大學的最後一年，石之予為一項作業創作了一部自己的短片。2009年，她在Chuck Gammage動畫公司實習，擔任清稿師、中間人、分鏡畫師與動畫師。

## 職業生涯
畢業後，石之予曾短暫擔任卡通講師，著重於人物設計和漫畫創作。2011年，她接受皮克斯為期三個月的分鏡畫師實習。最初她被皮克斯和其他公司，例如迪士尼和夢工廠所拒絕，這是她的第二次嘗試。石之予在2014年寫了一部名為《My Food Fantasies》的網路漫畫系列，其中涉及了一些食物的「離奇」情況。石之予後來說在製作《My Food Fantasies》時對寫有關美食的故事產生興趣。她與皮克斯合作的第一部劇情長片為2015年的《腦筋急轉彎》，她在這部電影中擔任分鏡畫師。在短暫地完成《恐龍當家》的製作後，石之予在2015年開始《玩具總動員4》的製作。她還為2018年的電影《超人特攻隊2》繪製分鏡，並參與了一個以小傑和保母為主角的短片動畫。
短篇電影《包子》是石之予在製作《腦筋急轉彎》之前與其間開發的個人企劃。《包子》與其他兩項企畫一起，最終被提交給她的導師彼特·達克特和皮克斯以尋求支持。《包子》在2015年獲得批准，使石之予成為皮克斯第一位在皮克斯執導短篇電影的女性。這部8分鐘的短片在2018年翠貝卡電影節上首次亮相，之後作為《超人特攻隊2》的前導片。石之予在2019年憑藉《包子》獲得奥斯卡最佳動畫短片獎，成為第一位獲得該獎的有色人種女性。

### 導演首秀
2018年5月8日，報導稱石之予正在皮克斯執導一部劇情長片。2018年11月26日，她證實自己正在工作室執導一部電影。石之予還說這部電影正處於早期開發階段，故事仍在構思中，「『她』很高興能對這種新的90分鐘電影形式進行發揮」。2019年1月1日，石之予說她將計畫把這部電影打造成「具娛樂性與情感性」。2020年12月9日，石之予的電影標題訂為《熊抱青春記》，劇情也隨之揭露。該片原預定於2022年3月11日在電影院上映，但由於受到新型冠狀病毒Omicron變異株的影響，它將在同日改為在Disney+上直接播放。
《熊抱青春記》發行後獲得許多媒體與影評界人士的稱譽，在知名影評網站爛番茄依據279條評論，取得95%好評度。

## 影響
石之予受到父親的藝術影響，因為父親是她成長過程中的藝術老師。「比如我問他對『這部電影』的看法，他說：『我真的很喜歡，但我也有筆記給你。』我當時想著『啊，不愧是我的老爸』」。
在接受《Now周刊》採訪時，石之予說《隔壁的山田君》與是她創作《包子》時的影響因素。2022年3月，在迪士尼釋出石之予與細田守的單獨訪談影片中，石之予提及她對後者執導的動畫電影印象深刻，在創作《熊抱青春記》期間亦有引用部分動作場面致敬。
石之予說她大部分的想法都來自於周圍的特定文化（尤其是關於食物）。因為在《奇幻英雄聯盟》與之後，觀眾開始欣賞其他具有不同背景和文化的故事，所以石之予認為為了創造電影的獨特性，借鑿各種文化來源與背景是很重要的。

## 電影作品

### 劇情長片
| 年份 | 標題            | 職務 | 職務 | 職務 | 職務 | 備註                                    |
| 年份 | 標題            | 導演 | 編劇 | 分鏡 | 其他 | 備註                                    |
| ---- | --------------- | ---- | ---- | ---- | ---- | --------------------------------------- |
| 2015 | 《腦筋急轉彎》  | 否   | 否   | 是   | 否   |                                         |
| 2015 | 《恐龍當家》    | 否   | 否   | 是   | 否   |                                         |
| 2018 | 《超人特攻隊2》 | 否   | 否   | 附加 | 否   |                                         |
| 2019 | 《玩具總動員4》 | 否   | 否   | 是   | 是   | 皮克斯高級創意團隊                      |
| 2020 | 《½的魔法》     | 否   | 否   | 否   | 是   | 皮克斯高級創意團隊                      |
| 2020 | 《靈魂奇遇記》  | 否   | 否   | 否   | 是   | 皮克斯高級創意團隊                      |
| 2021 | 《路卡的夏天》  | 否   | 否   | 否   | 是   | 皮克斯高級創意團隊                      |
| 2022 | 《熊抱青春記》  | 是   | 是   | 否   | 是   | 皮克斯高級創意團隊                      |
| 2022 | 《巴斯光年》    | 否   | 否   | 否   | 是   | 皮克斯高級創意團隊                      |
| 2023 | 《元素方城市》  | 否   | 否   | 否   | 是   | 皮克斯高級創意團隊                      |
| 2024 | 《腦筋急轉彎2》 | 否   | 否   | 否   | 是   | 皮克斯高級創意團隊                      |
| 2025 | 《地球特派員》  | 是   | 否   | 否   | 是   | 取代阿德里安·莫利納；皮克斯高級創意團隊 |

### 短篇電影
| 年份 | 標題                     | 職務 | 職務 | 職務 | 職務 | 備註                          |
| 年份 | 標題                     | 導演 | 編劇 | 分鏡 | 其他 | 備註                          |
| ---- | ------------------------ | ---- | ---- | ---- | ---- | ----------------------------- |
| 2018 | 《包寶寶》               | 是   | 是   | 是   | 否   |                               |
| 2019 | 《毛線小姐》             | 否   | 否   | 否   | 是   | 配音：辦公小姐                |
| 2019 | 《喵狗大戰》             | 否   | 否   | 否   | 是   | Rosana Sullivan's Story Trust |
| 2021 | 《20難不難》             | 否   | 否   | 否   | 是   | Story Trust                   |
| 2021 | 《意外的拜訪》           | 否   | 否   | 否   | 是   | 特別感謝                      |
| 2022 | 《汽車總動員：公路旅行》 | 否   | 否   | 否   | 是   | 特別感謝；皮克斯高級創意團隊  |
| 2024 | 《本心》                 | 否   | 否   | 否   | 是   | 故事信託                      |

### 電視
| 年份     | 標題           | 動畫師 |
| -------- | -------------- | ------ |
| 2014－15 | 《宇宙小奇兵》 | 是     |

### Disney+原創特輯
| 年份 | 標題                                | 角色   |
| ---- | ----------------------------------- | ------ |
| 2021 | 《閃爍背後的故事》                  | 她自己 |
| 2021 | 《皮克斯2021 Disney+ Day 特別節目》 | 她自己 |
| 2022 | 《擁抱紅熊貓：青春養成記製作特輯》  | 她自己 |

## 獲獎和提名
| 獎項           | 年份 | 種類             | 獲獎片名       | 結果 | 來源   |
| -------------- | ---- | ---------------- | -------------- | ---- | ------ |
| 安妮獎         | 2016 | 最佳動畫分鏡     | 《腦筋急轉彎》 | 提名 | [ 31 ] |
| 國家在線電影獎 | 2018 | 半程獎最佳動畫片 | 《包寶寶》     | 提名 |        |
| 翠貝卡電影節   | 2018 | 最佳敘事短片     | 《包寶寶》     | 提名 |        |
| 奧斯卡金像獎   | 2019 | 最佳動畫短片     | 《包寶寶》     | 獲獎 | [ 17 ] |

## 外部連結
- 石之予在互联网电影资料库（IMDb）上的資料（英文）